# Cabo Romano

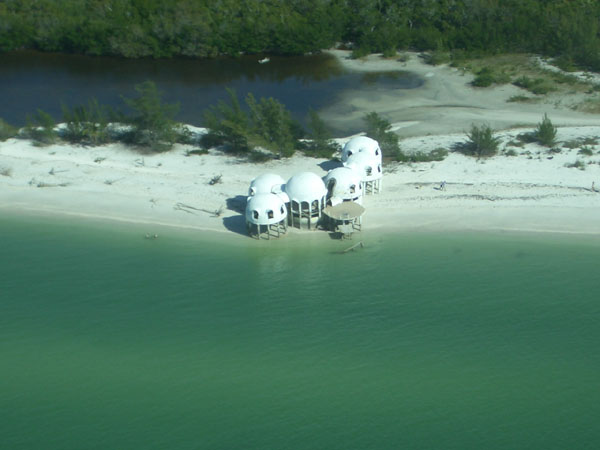

Cabo Romano (em inglês: Cape Romano) é um importante lugar na costa do Golfo do México, localizado na extremidade sul da ilha Caxambas, ao sul de Marco Island e a noroeste da cadeia das Dez Mil Ilhas. Administrativamente, pertence ao condado de Collier no estado da Flórida.
O Cabo Romano foi o lugar onde o furacão Wilma fez seu primeiro landfall nos Estados Unidos em outubro de 2005. Em 2008, a tempestade tropical Fay fez landfall perto do Cabo, assim como o furacão de Cuba de 1910.